# Distrito de Casitas
El distrito de Casitas es uno de los tres que conforman la provincia de Contralmirante Villar, ubicada en el departamento de Tumbes en el Norte del Perú. Limita por el Norte y por el Oeste con el distrito de Zorritos y con el distrito de Canoas de Punta Sal; por el Este con la provincia de Tumbes; y, por el Sur con el departamento de Piura. 

## Historia
El distrito fue creado el 25 de noviembre de 1942 mediante Ley N.º 9667, el primer gobierno del Presidente Manuel Prado Ugarteche.Hoy 25 d enoviembre de 2022, hace 80 años el noble, solidario y pujante  pueblo de Casitas  fue elevado al rango de Distrito, después de que por espacio de más de  II siglos de haber sido fundado, primeramente perteneció a la hacienda de Pariñas y posteriormente  el año 1901 pasó a pertenecer  a la litoral provincia de Tumbes, distrito de Contralmirante Villar el cual fue creado por ley Ley N* 5836. 
```
Al desatarse la guerra con el vecino país de Ecuador, como reconocimiento a su apoyo a las fuerzas armadas peruanas frente a los ecuatorianos. Luego de la batalla de Zarumilla ( en julio de 1941) el conflicto fue resuelto con la firma del Acta de Talara, antecesora del Protocolo de Río de Janeiro que puso fin a la guerra de ese entonces. El gobierno peruano  se vio en la necesidad de  crear fronteras vivientes en el norte del Perú. Es así que  se promulgó la Ley N.º 9667 con la cual se disponía la  elevación  de  Tumbes  al rango de  Departamento con sus tres provincias Zarumilla, Tumbes y Contralmirante Villar , dentro de esta última se crearon los distritos de Zorritos y Casitas. Autor .Dra María Racael Garavito Rueda
```

## Clima
Se caracteriza por poseer altas temperaturas y una humedad alta durante todo el año. La temperatura promedio es de 30 °C. El clima es cálido, húmedo tropical y semiseco tropical.  A pesar de encontrarse ubicado en el bosque seco tropical durante los meses de enero a abril Casitas reverdece a causa del periodo pluvial que se presenta en el norte del país. Aunque también le ha tocado vivir fenómenos atmosféricos intensos como el fenómeno del Niño con precipitaciones pluviales extremas. En el año 1983 Casitas fue azotado por ocho meses de lluvias intensas, trayendo como consecuencia la reforestación natural de los bosques que habían sido depredados por la explotación de las empresas madereras de la industria del parquet.

## Geografía
Tiene una extensión de 919,7 km². Su capital es la villa de Cañaveral. Su suelo es accidentado conformado por cerros, pequeños valles, montañas; bosques  quebradas, puquios, lagunas, y cataratas.

## Demografía

### Población
Según el Censo 2007 el distrito tiene una población de 2 233 hab.  El hombre  y la mujer  Casiteña se caracteriza por ser personas trabajadoras   día a día   buscan  el  desarrollo  y el bienestar físico ,psíquico y emocional de su familia . Casitas cuna de hermosas mujeres emprendedoras inteligentes y luchadoras  que son la base fundamental de nuestra sociedad casiteña  , que  prestan sus servicios en busca de la mejora de calidad de vida de su familia y su pueblo
Casitas es un  oasis cuya extensión es de  919,7 km² Su capital es la villa de Cañaveral. Su suelo es accidentado conformado por cerros, pequeños valles, montañas; bosques quebradas, puquios, lagunas, y cataratas. Se precia de acunar en sus brazos el parque nacional Cerros Amotape, u área protegida por el estado por conservar dentro de  él una riqueza singular de flora y fauna, hermosos paisajes de  bosques  inigualables con especies madereras, medicinales y ornamentales 
Sus pobladores son personas solidarias, respetuosas, solidarias y aguerridas, como ejemplo podemos mencionar al valeroso soldado Joaquín Rugel Gamboa, quien no escatimo sacrificios para ofrendar su vida en defensa del suelo patrio, así mismo tenemos una nómina de excombatientes quienes se desprendieron de su familia para salir a defender el suelo patrio en épocas de la guerra con  el vecino país del norte., Autora responsable; Dra. María Racael Garavito Rueda

### Religión
Según datos del censo de 2007, el 96 % de la población del distrito es católica, el 3% es miembro de alguna iglesia evangélica, el 0 % manifiesta no profesar ninguna religión, mientras que el 2 % dice profesar alguna otra creencia. 
En el caso de los católicos, desde el punto de vista jerárquico de la Iglesia católica, forman parte de la Vicaría foránea de Tumbes de la arquidiócesis de Piura.

## Localidades
Además de su capital, Cañaveral, el distrito tiene los siguientes centros poblados:
| - Trigal - Pampa del Trigal - Pueblo Nuevo - Averías - Tamarindo - San Marcos - Charanal - Huaquillas - La Rinconada - Casitas |  | - Cardalitos - Tacna Libre - El Palmo - Bellavista - Cherrelique - La Choza - El Ciénego Sur - Carrizal - El Ciénego Norte - Pavas |  | - Rocoche - El Angelito - Cimarrón - Chicama - El Cardo - Totorillo |

## Economía

### Agricultura
La agricultura es una de las principales actividades económicas den Casitas. Es fuente de ingresos para sus centros poblados debido a que el 75% de la población se dedica a ella. Le siguen la ganadería, horticultura y el comercio. 
La agricultura en Casitas produce para el mercado interno y el comercio los siguientes productos:
- Mangos.-  Existen diversas variedades de mango como el mango de carne, mango de chupar, mango "huevo de burro", mango "huevo de chivo", etc. Los pueblos mangueros más destacados son: Tacna Libre, Bellavista, Averías ,  Cañaveral y el palmo.
- Yuca.- este producto muy preciado para preparar platos típicos como los picados y el cabrito.
- Plátanos.-Existen diversas variedades como el dominico, de seda, de la isla, el morocho y el manzano que llegan a los mercados de Talara, Piura y Lima.
- Tomates.- Los principales productores se encuentran en Trigal y Tamarindo, últimamente se ha impulsado esta producción en las localidades de Cherrelique y Averías. Los horticultores aprovechan las limpias playas para sembrar tomate y algunas verduras en los meses de mayo a diciembre utilizando las varas de los overales, las ramas de los pelíos y algarrobos para sus cercas.
- Limón.- Muy apreciado en los mercados del país y del vecino Ecuador.
- Papaya
- Maíz.- Diversas variedades de maíz como cipa, trueno, morado y sirria, esta última muy estimada para preparar las humitas amarillas típicas del distrito.
- Otros productos de menor cuantía son la naranja, toronja, palta, camote, frijoles, etc.

### Ganadería
La ganadería es una actividad que se remonta a tiempos ancestrales, ya que en el siglo XVII, Casitas fue fundado por ganaderos; entre ellos destaca el señor Jorge Watzon, importante ganadero que llegó acompañado de sus trabajadores de apellido Ramírez, Hidalgo, De Lama, Otero, Clavijo; quienes se convirtieron en las familias ganaderas más pudientes del distrito. 
Esta actividad económica brinda trabajo a muchas familias casitenses.  Se cría ganado vacuno, equino, caprino, porcino y aves de corral que permite la producción de carne, huevos, cuero, leche, y productos derivados como la natilla, quesos, quesillos, antecoco,  mantequilla, etc.
La ganadería que se practica en Casitas es extensiva, el ganado se pastorea al aire libre en el campo, aprovechando los pastos naturales..
Para impulsar la ganadería se viene desarrollando pequeños proyectos educativos innovadores en instituciones educativas tales como el Instituto Técnico de El Trigal o Amantes de la Naturaleza en Tamarindo, cuyo propósito es promover esta importante actividad mediante el manejo de animales menores con técnicas de crianza.

### Comercio
En el distrito de Casitas, se desarrolla el pequeño comercio como actividad socioeconómica consistente en el intercambio de algunos productos de compra y venta de la agricultura, ganadería, horticultura y otros para su uso, para su venta o su transformación. Los orígenes del comercio se remontan a tiempos remotos en que los comerciantes ecuatorianos y peruanos cruzaban por los caminos de Tumbes a Sullana transportando a lomo de bestia maíz, lozas, perfumes, telas, etc.
Los primeros comerciantes que se instalaron en Casitas fueron las familias Fernández, Lama, Garavito y Ramírez. Posteriormente al construirse la carretera de penetración a Casitas el año 1957 muchas personas se dedicaron al comercio de productos a los mercados de Tumbes, Zorritos y Talara.Entre ellos podemos mencionar a los señores: Erasmo Arca, Saturdino Correa,  Nicolas, Jorge y Baltazar Clavijo, Duberly Garavito Infante, Serapio y Santos Garavito Rodríguez, el popular piragua don Andrés Rodríguez    
EL TRANSPORTE  es otra actividad que los últimos años ha tomado gran impulso, generando fuentes de trabajo a los campesinos sin tierra, quienes gracias a sus habilidades emprendedoras, han creado sus mini empresas generando fuentes de trabajo a  conductores y copilotos . Quien no recuerda a  los camioneros Don Maximo Fernandez, Manuel Fernandez,  Nicolas Clavijo, Segundo Garavito Infante, Juan Garavito Rodriguez, Benancio Rebotaro. a los colectiveros;  Dante García, santos René  y Sunción, los populares chilalos que en gloria estén, ellos son ejemplo de  lucha contra los fenómenos  pluviales cruzando quebradas y quebradillas a fin de poder llevar al mercado los productos agrícolas y ganaderos  de nuestro distrito.
Hoy las nuevas generaciones vienen  brindando fortalecimiento a esta actividad económica que impulza el desarrollo d enuestro querido distrito, Siempre en pie d elucha en pos del esfaltado de nuestra va de penetración   Bocapán-La Choza.
```
Autora responsable: Dra, María Racael Garavito Rueda
```

## Cultura
En Casitas se expresan diversas manifestaciones culturales entre las que destacan sus carreras de caballos, peleas de gallos, fiestas patronales, medicina tradicional, cumananas, etc.  Entre la gastronomía típica se destaca el famoso copuss de cabra, los picados, el cabrito, el chicharrón de chancho, la carne de venado asada, las tortillas, el chupe de chicama, la miel de quesillo, el queso con yucas, etc.

## Autoridades

### Municipales
- 2015 - 2018[2]
  - Alcalde: Rodrigo Merino Astudillo, del Movimiento Renovación Tumbesina (RT).
  - Regidores: Exar Augusto Cruz Valladares (RT), Danty Hermeregildo Fernández Ynfante (RT), Eddy Alberto Alemán Cruz (RT), María Albertina Silva Marchan (RT), Mafalda Balladares Zapata (Perú Posible).
- 2011 - 2014[3]
  - Alcalde: Rodrigo Merino Astudillo, del Movimiento Nueva Alternativa (NA).
  - Regidores: Manuel Roberto Peña Silva (NA), Angelita Alicia Rujel Correa (NA), Roger Olaya Cruz (NA), Eder Alexis Paker Infante (NA), Ysmael Infante Tavara(FAENA).[4]

### Policiales
- Comisario: Tnte. PNP. Héctor Iván Blanco Ruiz (Año 2014)
- Comisario: Alfz. PNP Luis Martín PAREDES ACOSTA (Año 2015)
- Comisario: Tnte. PNP Cinthya Vanessa CHICOMA CASTRO (Año 2016)

## Festividades
- Festividad de Señor de los Milagros en Trigal, La Pampa, Rinconada y Bellavista.
- Festividad del Señor Cautivo de Ayabaca en Averías Bajo, Charanal y El Palmo.
- Festividad del Sagrado Corazón de Jesús en Tamarindo.
- Festividad de la Virgen de El Cisne en Huaquillas y La Choza.
- Festividad de la Virgen de Lourdes en Casitas y Cherrelique.
- Festividad de Virgen del Carmen en Cañaveral.
- Festividad de Virgen de las Mercedes en La Florida.
- Festividad de la Virgen de la Asunción en La Choza.
- Festividad de la (( Fray Martín de Porres))Tacna Libre.

Entre las festividades ; una de las más relevantes es la celebración del aniversario de creación política del distrito de Casitas, El 25 de noviembre de cada año; desarrollándose u  nutrido  programa entre sus actividades podemos mencionar: Elección de Miss, míster y Sra Casitas. Competencias hípicas , ciclistas y maratón a pie  con jugosos premios a los ganadores. Kinkana y juegos artificiales, No podía faltar  la diversión  bailable amenizado por orquesta  grupos   bailables de moda  de la región o el país.
Autora responsable
Dra María Racael Garavito Rueda